# Boleslao I l'Alto
Boleslao I l'Alto o il Lungo (in polacco Bolesław I Wysoki; 1127 – Leśnica, 8 dicembre 1201) fu duca di Slesia, figlio maggiore di Ladislao II l'Esiliato duca di Slesia.

## Biografia

### Primi anni
Boleslao trascorse la sua infanzia nella corte del suo nonno e omonimo, Boleslao III di Polonia, a Płock. Fu solo nel 1138, dopo la morte di Boleslao III, che si trasferì con i suoi genitori a Cracovia, che divenne la capitale della "Provincia del senior", governata da suo padre come granduca e grande feudatario di Polonia.
Il regno di Ladislao II fu breve ed estremamente burrascoso. I conflitti cominciarono quando il granduca tentò i rimuovere i suoi fratellastri, i Giovani Duchi, dai suoi territori. Secondo il cronista Vincenzo Kadłubek, lo scontro tra i fratelli fu istigato principalmente dalla moglie di Ladislao II, Agnese di Babenberg, che credeva che suo marito, in qualità di figlio maggiore, fosse l'unico legittimo sovrano dell'intero paese. D'altro canto, Salomea di Berg-Schelklingen, vedova di Boleslao III e matrigna di Ladislao, che tentava di formare alleanze con sovrani stranieri e coglieva ogni opportunità per assicurare il regno dei suoi figli, temeva che i Giovani Duchi fossero stati estromessi dalle loro posizioni per fare spazio ai figli di Ladislao, il giovane Boleslao e suo fratello Miecislao.
Il conflitto eruppe nel 1141, quando Salomea di Berg, all'insaputa del granduca, decise di lasciare ai suoi figli la terra di Łęczyca e tentò di dare sua figlia minore Agnese in matrimonio a uno dei figli di Vsevolod II, gran principe di Kiev. Ladislao, tuttavia, fu più veloce e diede al gran principe parecchi vantaggi politici aggiuntivi, in conseguenza dei quali il matrimonio di Boleslao con la figlia del gran principe Vsevolod, Zvenislava, ebbe luogo nel 1142.

### Viaggio in Rutenia

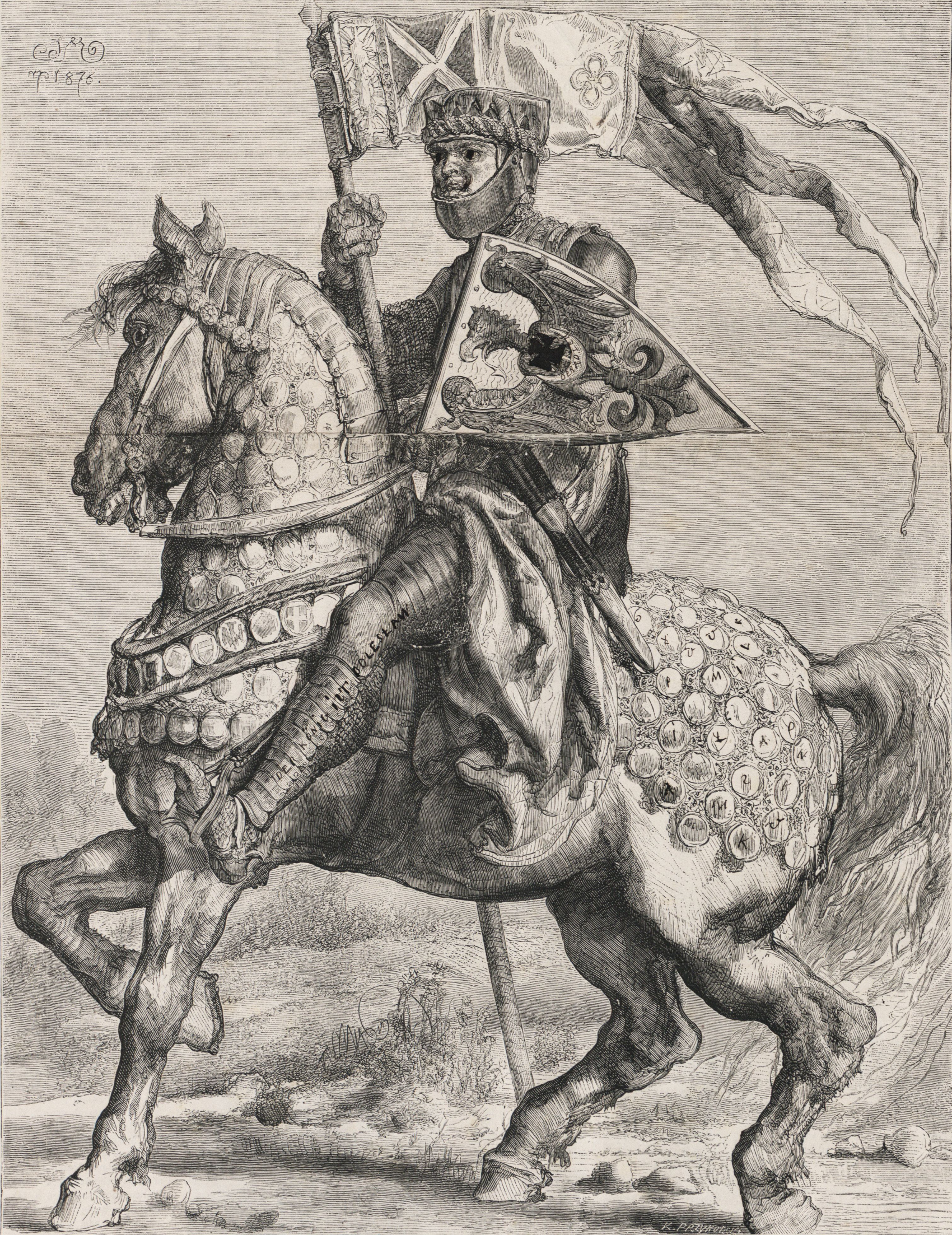
Boleslao I l'Alto in un dipinto di Jan Matejko.

L'alleanza polacco-rutena si rivelò presto estremamente importante nella lotta tra Ladislao II e i Giovani Duchi. Lo scoppio finale del conflitto ebbe luogo dopo la morte di Salomea di Berg nel 1144. Sembrava che la vittoria del granduca - grazie al suo predominio militare - fosse solo una questione di tempo. Ladislao II era abbastanza fiducioso di vincere in patria che mandò Boleslao ad aiutare il gran principe Vsevolod II durante una rivolta contro di lui.
Tuttavia, la spedizione di Boleslao a Kiev finì in un completo disastro, quando il gran principe morì di malattia. Questo creò una generale confusione a Kiev. Nell'anno critico del 1146, Boleslao dovette ritornare velocemente in Polonia per aiutare suo padre. Le poche truppe che Boleslao reclutò non erano però abbastanza per fermare la ribellione generale contro Ladislao II, che fu completamente sconfitto dai Giovani Duchi. Il deposto granduca e la sua famiglia fuggirono inizialmente alla corte del duca Vladislao II a Praga, in Boemia.

### Tentativo fallito di restaurazione
Dopo un breve periodo in Boemia, Ladislao II e la sua famiglia andarono in Germania, dove il re Corrado III (fratellastro di Agnese) offrì la sua ospitalità e la sua assistenza per la restaurazione del granduca. Dapprima, sembrava che l'esilio sarebbe stato solo per pochi mesi, grazie ai legami di famiglia della duchessa Agnese; tuttavia, la spedizione, affrettata e preparata in modo insufficiente, non riuscì ad attraversare il fiume Oder) e alla fine fallì a causa della forte opposizione degli antichi sudditi di Ladislao II e dei problemi di Corrado III in Germania causati dai suoi lunghi viaggi. Il re diede a Ladislao II e alla sua famiglia la città di Altenburg in Sassonia. Questa era intesa come una residenza temporanea, ma alla fine essi trascorsero là il resto delle loro vite.

### Cavaliere alla corte di Corrado III e Federico Barbarossa
Stanco di una vita noiosa ad Altenburg, Boleslao viaggiò alla corte del suo protettore, re Corrado III. Con lui, il giovane principe polacco prese parte estesamente agli affari politici tedeschi. Nel 1148 si unì alla Seconda crociata con Corrado III, durante la quale visitò, tra gli altri luoghi, Costantinopoli e la Terra santa.
Corrado III morì nel 1152 senza essere riuscito a ottenere il ritorno di Ladislao II in Polonia. Il suo successore fu il suo energico nipote Federico Barbarossa, al cui servizio Boleslao si unì quasi immediatamente. La prima azione del nuovo sovrano tedesco, tuttavia, non fu di aiutare Ladislao II ma di marciare contro Roma per essere incoronato Sacro Romano Imperatore. Boleslao lo accompagnò.

### Spedizione di Federico Barbarossa in Polonia
Fu solo nel 1157 che l'imperatore organizzò finalmente una spedizione contro la Polonia. È ignoto se Ladislao II e i suoi figli parteciparono direttamente alla spedizione. Tuttavia, malgrado la vittoria militare e l'umiliante sottomissione di Boleslao IV a Federico Barbarossa, Ladislao II alla fine fu deluso, in quanto l'imperatore decise di mantenere il dominio di Boleslao IV e dei Giovani Duchi in Polonia. Due anni più tardi, il 30 maggio 1159, l'ex granduca morì nel suo esilio ad Altenburg.

### Restaurazione dell'eredità slesiana

L'aquila nera senza corona dei Piasti slesiani

Malgrado l'insoddisfazione per il trattamento della sua famiglia da parte dell'imperatore, Boleslao rimase al suo fianco, partecipando alle molte guerre intraprese da Barbarossa. Dal 1158-1162 prese parte alla spedizione in Italia, dove guadagnò fama dopo aver ucciso un famoso cavaliere italiano in un duello sulle mura di Milano.
Il fedele servizio di Boleslao all'imperatore fu finalmente ricompensato nel 1163, quando Barbarossa - questa volta attraverso la diplomazia: firmando un accordo a Norimberga, Germania - riuscì finalmente a restituire ai discendenti di Ladislao II la loro eredità sulla Slesia. Boleslao IV concordò di accettare il ritorno dei principi esiliati perché, dopo la morte di Ladislao II, i suoi figli, non avendo alcun sostegno in Polonia che potesse minare direttamente la sua autorità, potevano contare solo sull'appoggio imperiale e, in questo modo, mentre non rappresentavano un pericolo concreto per lui, il granduca poteva tenere Barbarossa ben lontano dalla Polonia.
Tuttavia Boleslao IV decise di salvaguardare la sicurezza delle sue terre e mantenne il controllo sulle principali città slesiane (Breslavia, Opole, Racibórz, Głogów e Legnica).
Dopo quasi 16 anni di esilio, Boleslao ritornò in Slesia con la sua seconda moglie, Cristina (Zvenislava era morta intorno al 1155), i suoi figli più grandi, Iaroslao e Olga, e suo fratello minore Miecislao Gambe Storte (Mieszko I Plątonogi). Il fratello più giovane, Corrado (Konrad Laskonogi), rimase in Germania.
Boleslao e Miecislao inizialmente governarono congiuntamente e due anni dopo (1165) entrambi ripresero le maggiori città slesiane riconsegnate loro dal granduca, ottenendo il pieno controllo su tutta la Slesia. Tuttavia Boleslao, il fratello maggiore, deteneva l'autorità complessiva. Tre anni dopo aver preso il controllo della Slesia, Boleslao si sentì abbastanza forte da guidare una spedizione di rappresaglia contro il granduca Boleslao IV, per recuperare la supremazia sulla Polonia.

### Ribellione di Miecislao
Boleslao I l'Alto
     Iaroslao I di Opole
     Miecislao I Piedetorto

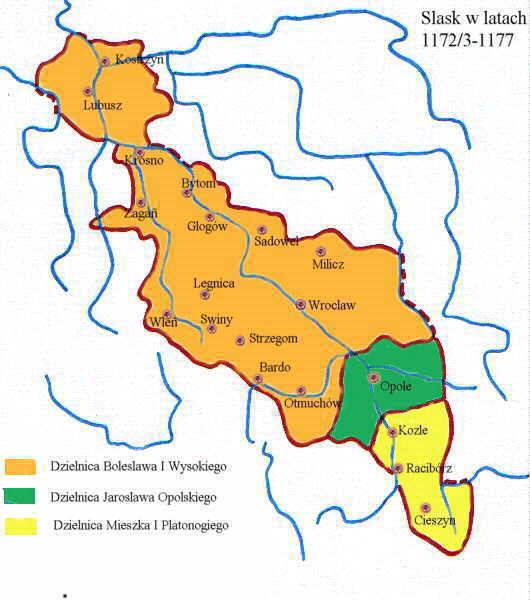
Comincia la frammentazione del ducato di Slesia. Periodo 1172/3-1177.
Boleslao I l'Alto
Iaroslao I di Opole
Miecislao I Piedetorto

L'esercizio del potere complessivo da parte di Boleslao a spese di suo fratello minore Miecislao causò la rivolta di quest'ultimo nel 1172. In un grave turbamento nella famiglia ducale slesiana, Miecislao sostenne Iaroslao, il figlio maggiore di Boleslao, che nutriva risentimento contro suo padre perché era stato costretto a intraprendere la carriera ecclesiastica a causa degli intrighi della sua matrigna Cristina, che voleva che i suoi figli fossero i soli eredi. La ribellione fu una completa sorpresa per Boleslao, che fu costretto a fuggire a Erfurt, Germania. Stavolta, Federico Barbarossa decise di sostenere Boleslao con un forte intervento armato per restaurarlo nel ducato. Alla fine Miecislao III il Vecchio fu mandato dal granduca per calmare la furia dell'imperatore e tenerlo lontano dagli affari polacchi. Miecislao III diede a Barbarossa 8.000 pezzi d'argento e gli promise la restaurazione di Boleslao, che infine ritornò a casa agli inizi del 1173. Tuttavia, malgrado la sua riconciliazione con suo fratello e suo figlio, fu costretto a dividere la Slesia e a creare i ducati di Racibórz (concesso a Miecislao) e Opole (concesso a Iaroslao).

### Ribellione contro Miecislao III il Vecchio
Quattro anni dopo, sembrava che Boleslao fosse vicino a raggiungere il principale obiettivo della sua vita, la riconquista del Seniorato e con questa il titolo di granduca. Cospirò quindi con suo zio Casimiro II il Giusto e con suo cugino Oddone (il figlio maggiore di Miecislao III) per sottrarre il governo. Il colpo di stato ottenne il sostegno della Piccola Polonia, che mal sopportava il regime dittatoriale di Miecislao III, e subito dopo la Grande Polonia si schierò con Oddone. Tuttavia, Boleslao subì un'improvvisa e sorprendente sconfitta da parte di suo fratello Miecislao e da suo figlio Iaroslao; questo lasciava la via libera affinché Casimiro II fosse proclamato granduca; Boleslao fuggì di nuovo in Germania. Grazie alla mediazione di Casimiro III, Boleslao ritornò nel suo ducato nel 1177 senza grossi problemi; tuttavia subì un'ulteriore perdita della sua autorità, quando fu obbligato a dare Głogów a suo fratello minore Corrado.

### Ritiro dagli affari politici
Dopo questa sconfitta, Boleslao si ritirò dalla scena politica polacca e concentrò i suoi sforzi sul governo del suo Ducato. La morte di suo fratello Corrado nel 1190 senza discendenza rese possibile il ritorno di Głogów tra i suoi domini.
Durante gli ultimi anni del suo regno, Boleslao si dedicò all'attività economica e commerciale. La colonizzazione, inizialmente proveniente dalla aree tedesche più povere  (Ostsiedlung), accelerò sostanzialmente lo sviluppo economico del Ducato, e fu continuata da suo figlio Enrico I il Barbuto. In questi anni Boleslao fondò l'abbazia cistercense di Lubiąż con la collaborazione dei monaci di Pforta, dall'altra parte del fiume Saale in Turingia. L'abbazia divenne in seguito il luogo di sepoltura ducale slesiano.

### Bolla papale e morte
Per salvaguardare le sue terre dagli altri principi Piast, nel 1198 Boleslao ottenne una bolla protettiva da papa Innocenzo III. Ci fu una riconciliazione tra Boleslao e suo figlio maggiore Iaroslao, recentemente eletto vescovo di Breslavia. Questo lo mise in grado, dopo la morte di Iaroslao il 22 marzo 1201, di ereditare Opole, che fu di nuovo riunita alle sue terre.
Boleslao sopravvisse a suo figlio per soli nove mesi e morì l'8 dicembre 1201 nel suo castello di Leśnica (oggi quartiere di Breslavia). Fu sepolto nell'abbazia cistercense di Lubiąż che aveva fondato.

## Matrimonio e discendenza
Nel 1142 Boleslao sposò la sua prima moglie Zvenislava (m. ca. 1155), figlia di Vsevolod II Olgovič, gran principe di Kiev. Essi ebbero due figli:
1. Iaroslao (n. dopo 1143 – m. 22 marzo 1201)
2. Olga (n. ca. 1155 – m. 27 giugno 1175/1180)

Verso il 1157, Boleslao sposò la sua seconda moglie Cristina (m. 21 febbraio 1204/1208), una tedesca; secondo lo storico Kazimierz Jasiński, era probabilmente un membro della casa comitale di Everstein, Homburg o Pappenheim. Essi ebbero sette figli:
1. Boleslao (n. 1157/63 – m. 18 luglio 1175/1181)
2. Adelaide Zbyslava (nato dopo 1165 – m. 29 marzo dopo 1213), sposata nel 1177/82 con Tebaldo II, un principe přemyslide.
3. Corrado (n. 1158/68 – m. 5 luglio 1175/1190)
4. Giovanni (n. 1161/69 – m. prima 10 marzo 1174)
5. Berta (n. ca. 1167 – m. 7 maggio dopo 1200?)
6. Enrico I il Barbuto (n. 1165/70 – m. Krosno Odrzanske, 19 marzo 1238)
7. Ladislao (n. dopo 1180 – m. 4 giugno prima 1199)

## Controversie
Nella storiografia polacca e tedesca esiste una controversia riguardo alle relazioni tra la Slesia e il Sacro Romano Impero nel primo periodo medievale. Secondo alcuni storici tedeschi la data del 1163, quando a Boleslao e ai suoi fratelli fu permesso di ritornare in Slesia, è considerata essere il momento in cui la Slesia si separò dalla Polonia e divenne parte del Sacro Romano Impero.
Dall'altro lato gli storici polacchi asseriscono che i figli di Ladislao II l'Esiliato cui fu permesso di ritornare dal granduca di Polonia Boleslao IV il Ricciuto erano semplicemente tipici duchi Piast che dominavano nel diviso Regno di Polonia. (Vedi anche Piast.)

## Ascendenza
|                           |                          |                            | Genitori               |  |  | Nonni |  |  | Bisnonni                   |  |  | Trisnonni             |  |
|                           |                          |                            |                        |  |  |       |  |  | Ladislao Herman di Polonia |  |  | Casimiro I di Polonia |  |
|                           |                          |                            |                        |  |  |       |  |  | Ladislao Herman di Polonia |  |  | Casimiro I di Polonia |  |
|                           |                          | Maria Dobroniega di Kiev   |                        |  |  |       |  |  | Ladislao Herman di Polonia |  |  |                       |  |
| Boleslao III di Polonia   |                          |                            |                        |  |  |       |  |  | Ladislao Herman di Polonia |  |  |                       |  |
|                           |                          | Giuditta di Boemia         | Vratislao II di Boemia |  |  |       |  |  |                            |  |  |                       |  |
|                           |                          | Giuditta di Boemia         | Vratislao II di Boemia |  |  |       |  |  |                            |  |  |                       |  |
|                           |                          | Giuditta di Boemia         | Adelaide d'Ungheria    |  |  |       |  |  |                            |  |  |                       |  |
| Ladislao II l'Esiliato    |                          | Giuditta di Boemia         |                        |  |  |       |  |  |                            |  |  |                       |  |
|                           |                          | Svjatopolk II di Kiev      | Izjaslav I di Kiev     |  |  |       |  |  |                            |  |  |                       |  |
|                           |                          | Svjatopolk II di Kiev      | Izjaslav I di Kiev     |  |  |       |  |  |                            |  |  |                       |  |
|                           |                          | Svjatopolk II di Kiev      | Gertrude di Polonia    |  |  |       |  |  |                            |  |  |                       |  |
| Zbyslava di Kiev          |                          | Svjatopolk II di Kiev      |                        |  |  |       |  |  |                            |  |  |                       |  |
|                           |                          | …                          | …                      |  |  |       |  |  |                            |  |  |                       |  |
|                           |                          | …                          | …                      |  |  |       |  |  |                            |  |  |                       |  |
|                           |                          | …                          | …                      |  |  |       |  |  |                            |  |  |                       |  |
| Boleslao I l'Alto         |                          | …                          |                        |  |  |       |  |  |                            |  |  |                       |  |
|                           | Leopoldo II di Babenberg | Ernesto di Babenberg       |                        |  |  |       |  |  |                            |  |  |                       |  |
|                           | Leopoldo II di Babenberg | Ernesto di Babenberg       |                        |  |  |       |  |  |                            |  |  |                       |  |
|                           | Leopoldo II di Babenberg | Adelaide di Eilenburg      |                        |  |  |       |  |  |                            |  |  |                       |  |
| Leopoldo III di Babenberg | Leopoldo II di Babenberg |                            |                        |  |  |       |  |  |                            |  |  |                       |  |
|                           |                          | Ida di Formbach-Ratelnberg | …                      |  |  |       |  |  |                            |  |  |                       |  |
|                           |                          | Ida di Formbach-Ratelnberg | …                      |  |  |       |  |  |                            |  |  |                       |  |
|                           |                          | Ida di Formbach-Ratelnberg | …                      |  |  |       |  |  |                            |  |  |                       |  |
| Agnese di Babenberg       |                          | Ida di Formbach-Ratelnberg |                        |  |  |       |  |  |                            |  |  |                       |  |
|                           |                          | Enrico IV di Franconia     | Enrico III il Nero     |  |  |       |  |  |                            |  |  |                       |  |
|                           |                          | Enrico IV di Franconia     | Enrico III il Nero     |  |  |       |  |  |                            |  |  |                       |  |
|                           |                          | Enrico IV di Franconia     | Agnese di Poitou       |  |  |       |  |  |                            |  |  |                       |  |
| Agnese di Waiblingen      |                          | Enrico IV di Franconia     |                        |  |  |       |  |  |                            |  |  |                       |  |
|                           |                          | Berta di Savoia            | Oddone di Savoia       |  |  |       |  |  |                            |  |  |                       |  |
|                           |                          | Berta di Savoia            | Oddone di Savoia       |  |  |       |  |  |                            |  |  |                       |  |
|                           |                          | Berta di Savoia            | Adelaide di Susa       |  |  |       |  |  |                            |  |  |                       |  |
|                           |                          | Berta di Savoia            |                        |  |  |       |  |  |                            |  |  |                       |  |